# Khalil Iverson
Khalil Iverson (Columbus, 19 luglio 1997) è un cestista statunitense.